# Mayres-Savel
Mayres-Savel är en kommun i departementet Isère i regionen Auvergne-Rhône-Alpes i sydöstra Frankrike. Kommunen ligger i kantonen La Mure som tillhör arrondissementet Grenoble. År 2022 hade Mayres-Savel 92 invånare.

## Befolkningsutveckling
Antalet invånare i kommunen Mayres-Savel
Referens:INSEE